# Jean Plaskie
Jean Plaskie (ur. 24 sierpnia 1941 w Brukseli – zm. 18 września 2017 w Strombeek-Bever) – belgijski piłkarz grający na pozycji środkowego obrońcy. Był reprezentantem Belgii.

## Kariera klubowa
Całą swoją karierę piłkarską Plaskie spędził w klubie RSC Anderlecht. W sezonie 1959/1960 zadebiutował w jego barwach w pierwszej lidze belgijskiej. W Anderlechcie grał do końca sezonu 1971/1972 rozgrywając w nim 180 ligowych meczów i zdobywając 2 gole. Wraz z Anderlechtem dziewięciokrotnie wywalczył tytuł mistrza Belgii w sezonach 1961/1962, 1963/1964, 1964/1965, 1965/1966, 1966/1967, 1967/1968 i 1971/1972. Został wicemistrzem kraju w sezonie 1959/1960 oraz zdobył dwa Puchary Belgii w sezonach 1964/1965 i 1971/1972. W 1970 roku dotarł z Anderlechtem do finału Pucharu Miast Targowych, jednak w finałowych meczach z Arsenalem (3:1, 0:3) nie wystąpił.
| Sezon   | Klub           | Kraj   | Rozgrywki  | Mecze | Gole |
| ------- | -------------- | ------ | ---------- | ----- | ---- |
| 1959/60 | RSC Anderlecht | Belgia | Division 1 | 3     | 0    |
| 1960/61 | RSC Anderlecht | Belgia | Division 1 | 1     | 0    |
| 1961/62 | RSC Anderlecht | Belgia | Division 1 | 0     | 0    |
| 1962/63 | RSC Anderlecht | Belgia | Division 1 | 14    | 0    |
| 1963/64 | RSC Anderlecht | Belgia | Division 1 | 22    | 0    |
| 1964/65 | RSC Anderlecht | Belgia | Division 1 | 28    | 2    |
| 1965/66 | RSC Anderlecht | Belgia | Division 1 | 29    | 0    |
| 1966/67 | RSC Anderlecht | Belgia | Division 1 | 15    | 0    |
| 1967/68 | RSC Anderlecht | Belgia | Division 1 | 29    | 0    |
| 1968/69 | RSC Anderlecht | Belgia | Division 1 | 9     | 0    |
| 1969/70 | RSC Anderlecht | Belgia | Division 1 | 1     | 0    |
| 1970/71 | RSC Anderlecht | Belgia | Division 1 | 25    | 0    |
| 1971/72 | RSC Anderlecht | Belgia | Division 1 | 4     | 0    |

## Kariera reprezentacyjna
W reprezentacji Belgii Plaskie zadebiutował 22 marca 1964 w zremisowanym 1:1 towarzyskim meczu z Holandią, rozegranym w Antwerpii. W swojej karierze grał w eliminacjach do MŚ 1966, do Euro 68, do MŚ 1970 i do Euro 72. Od 1964 do 1971 rozegrał w kadrze narodowej 33 mecze.